# Sussudio
Sussudio är en poplåt skriven av Phil Collins. Låten fanns med på Collins soloalbum No Jacket Required från 1985 och släpptes även som singel i januari samma år. Både albumet och singeln nådde förstaplatsen på respektive Billboard-listor.
Filmen American Psycho framhävde Collins verk i den berömda trekantsscenen.